# PC Calcio 7
PC Calcio 7 è un videogioco sportivo manageriale per PC, in cui il giocatore è chiamato alla direzione di una squadra di calcio, dal punto di vista sia tecnico-calcistico sia economico-dirigenziale. PC Calcio 7 è la settima edizione della serie PC Calcio, prodotto dalla casa spagnola Dinamic Multimedia e distribuito in edicola da Planeta DeAgostini. PC Calcio 7 è uscito nella stagione 98-99.
È stato giudicato da molte riviste specializzate il gioco più riuscito, non solo della serie ma anche del genere.

## Modalità di gioco
Il gioco prevede di poter impersonare diversi ruoli. È possibile scegliere tra l'altro se essere allenatore, presidente o entrambi i ruoli (vedi la sezione "ruoli"). Lo scopo del gioco è quello di guidare una squadra di calcio a scelta, curando tutti gli aspetti che questo comporta (allenamento, calciomercato ecc.). Oltre quindi a occuparsi di tutti gli aspetti "diplomatici" (ovvero dirigenziali) l'obiettivo principe sarà ottenere i successi sul campo. Quindi vincere campionati, coppe, ottenere promozioni e vincere manifestazioni varie.

### Opzioni
Una volta avviato il gioco, bisogna scegliere le opzioni necessarie per la modalità di gioco che si vuole effettuare. PC Calcio 7 permette di scegliere, oltre al ruolo da interpretare, anche se assumersi o meno le rispettive responsabilità che il ruolo comporta. Tra le responsabilità che si può scegliere se assumersi o no ci sono: se avvalersi dell'aiuto dello staff per quanto riguarda la gestione dei contratti, di alcune pratiche dirigenziali ecc., se optare per le convocazioni nazionali (durante il gioco i giocatori della squadra potranno essere convocati nella propria nazionale, mancando per i match della squadra di club), se consentire oppure no, la "costruzione modulare dello stadio" (questa opzione consente, avviato il gioco, di poter modificare in maniera sostanziale la struttura dello stadio, quindi sarà possibile aumentarne la capienza, aggiungere e allargare le tribune ecc.), scegliere se avere i "collaboratori iniziali", che verranno assegnati in maniera predefinita o scegliere di selezionare singolarmente ogni parte dello staff, scegliere se impostare l'"Età giocatore" oppure no.
Nel primo caso i giocatori col passare del tempo cresceranno, questo influirà sulle loro statistiche, questo vuol dire che un giocatore giovane con parametri scarsi col tempo aumenterà i suoi parametri fino a raggiungere le sue massime potenzialità (il parametro massimo è 95). Arrivato alla massima maturità, il giocatore, col passare del tempo e l'aumentare dell'età, comincerà il declino dei suoi parametri, fino a quando il giocatore non esprimerà il desiderio di abbandonare il calcio giocato e si ritirerà. Se l'opzione non sarà spuntata,  i giocatori non invecchieranno. Questo influirà sul gioco perché i parametri resteranno sempre invariati, i giocatori non si ritireranno mai e i nuovi talenti e le giovanili non saranno disponibili. Inoltre il gioco prevede di scegliere la valuta, sono disponibili sia la Lira sia l'Euro.

## Ruoli
PC Calcio 7 mette a disposizione diversi ruoli che il giocatore può interpretare. I ruoli disponibili sono: l'allenatore, allenatore con alcuni compiti dirigenziali, direttore generale o team manager, presidente o totale. L'allenatore è il ruolo più semplice che il gioco consente. I compiti dell'allenatore sono quelli comuni ad un allenatore, ovvero scegliere la formazione, l'impostazione tattica, il modulo di gioco, curare l'allenamento generale o in maniera singola (anche se c'è un limite massimo di giocatori allenabili) ecc. L'allenatore con alcuni compiti dirigenziali svolge tutto quello che l'allenatore ma con alcuni compiti aggiuntivi. Tra questi ci sono la gestione dei contratti (sarai tu ad occuparvi di acquisti, cessioni, rinnovi), i prezzi del biglietto dello stadio ecc. Il Direttore generale o team manager svolge quasi tutte attività dirigenziali e in più i compiti dell'allenatore. Il Presidente svolge tutti i compiti dirigenziali e tecnico-calcistici. Il ruolo Totale consente di gestire praticamente tutto. Inoltre è possibile scegliere il ruolo di Pro-manager. Scegliendo questo ruolo ti verrà affidata una squadra semi-sconosciuta di Serie C e il tuo compito sarà quello di ottenere la promozione alle serie superiori fino ad arrivare ai vertici mondiali, vincendo tutto.

## Staff
Come ogni squadra, avrai a disposizione uno staff che ti aiuterà nello svolgimento dei tuoi compiti. Essendo tu il presidente o l'allenatore, ad esempio, è chiaro che non puoi occuparti di tutto al 100%. Essendo una società avrai quindi uno staff composto da 9 persone a cui è affidato un singolo compito finalizzato alla realizzazione del tuo "progetto squadra-società". Potrai sceglierli tu singolarmente o lasciare che sia il gioco a farlo in maniera predefinita (vedi la sotto sezione "opzioni"). Lo staff è composto da:
- allenatore in seconda;
- medico societario;
- psicologo;
- dirigenza;
- direttore sportivo-osservatore;
- allenatore giovanili;
- osservatore giovanili;
- giardiniere;
- assistente;

### Allenatore in seconda
L'allenatore in seconda è il vice-allenatore: praticamente svolge i compiti che di norma attribuiti ad un allenatore vero e proprio ed essendo il tuo vice ti aiuterà in ogni compito che svolgerai. Tra i suoi compiti ci sono prendersi cura della squadra e di ogni singolo giocatore e curare gli aspetti tecnico-tattici. Questo vuol dire che si occuperà dell'allenamento (e possibile allenare sia in maniera collettiva, ma fino ad un massimo di 30 unità, sia in maniera specifica ogni singolo giocatore) e ti terrà costantemente informato sulla condizione dei tuoi giocatori. Ti informerà se un giocatore è in uno stato di forma buona, consigliandoti di schierarlo per il prossimo match, o se, al contrario, è in forma scadente, in questo caso ti consiglierà di allenarlo in maniera specifica e più consistente.
Egli ti segnala se un giocatore è carente in qualche attitudine (tiro, resistenza, controllo della palla, dribbling ecc.) e ti proporrà di farlo allenare in quella determinata dote mancante fino a quando non raggiungerà un livello più o meno buono. È suo compito ricordarti se c'è un giocatore infortunato, squalificato, o quant'altro, che non puoi schierare nella formazione (ti avviserà con un messaggio come questo "La formazione non è corretta"). Ti segnala se un giocatore non partecipa agli allenamenti (ad esempio se hai più di 25 giocatori e puoi allenarlo) o se è reduce da un infortunio e ha bisogno di un programma di allenamento adatto. Ti consiglia la formazione tipo ideale, l'impostazione tattica, ti consiglia di vedere la formazione rivale (vedi la sezione "vedere rivale"), di fornisce alcuni accorgimenti tattici da attuare (le marcature, il fuorigioco, il contropiede, il catenaccio, il tipo di gioco da attuare in relazione all'avversario ecc.).
Ovviamente sarai sempre e solo tu ad avere l'ultima parola su ogni questione. Potrai seguire i consigli del tuo vice (nella maggioranza dei casi è molto utile) o decidere di agire a tuo volere. Infine ti darà informazioni varie sui tuoi giocatori e sulla tua squadra (composizione della formazione titolare, delle riserve, dei giocatori non convocati, calciatori addetto a calciare i rigori, le punizioni, le rimesse laterali, i calci d'angolo, chi è il capitano della squadra, chi ha un'assicurazione ecc.).

### Medico societario
Il medico societario, cioè della società, svolge praticamente tutti i compiti che competono ad un medico. Il suo compito principale sarà quindi prendersi cura del benessere della squadra. Dovrà insomma curare gli infortuni dei tuoi giocatori. Ti informerà su eventuali infortuni accorso a qualche tuo giocatore e sulla sua tipologia, cioè se si tratta ad esempio di lesione (muscolare, ossea, tendinea ecc.), infortunio vario (ad es:. mal di testa, di stomaco, influenza, problema agli occhi, ecc.), semplice affaticamento muscolare o quant'altro rientri nella categoria "infortuni" (ad es:. strappi muscolari, stiramenti, ecc.). Ti informerà sul periodo di stop che interesserà il tuo giocatore, sulla metodologia di cura che intende usare. In alcuni casi (di solito quelli più gravi) ti consiglierà di accettare trattamenti specifici per ridurre i tempi d'infortunio. Ti segnalerà, inoltre, quando un giocatore si sarà rimesso da un infortunio. 
Infine in casi di infortuni frequenti ad un determinato giocatore, ti consiglierà di stipulare un'assicurazione sugli infortuni. Naturalmente potrai assicurare qualsiasi giocatore in qualsiasi momento. In conclusione il medico ti sarà utile per gestire un problema comune e inevitabile per chi fa dello sport, ovvero gli infortuni.

### Psicologo
Lo psicologo è una delle figure di minor rilievo del tuo staff. Infatti i suoi interventi saranno rari e avverranno solo in determinate circostanze. Il suo compito è quello di curare l'aspetto psicologico, emotivo e psichico-mentale dei tuoi giocatori. È ormai noto che per poter vincere sempre sul campo e diventare uno "squadrone" imbattibile non servono doti tecnico-tattiche e fisico-atletiche. E anche una questione di testa, di nervi saldi e tutta quella serie di qualità emotive (carisma, determinazione, spirito di squadra, voglia di vincere, convinzione ecc.). Egli quindi ti terrà informato sul morale della tua squadra. Ovviamente più saranno positive le tue prestazioni sul campo più sarà alto il morale della tua squadra, di conseguenza, più saranno negative più sarà basso il morale dei tuoi giocatori. Se sarà basso, egli ti consiglierà di incentivare e motivare la tua squadra attraverso "premi partita" o "premi obiettivo". Se sarà alto si congratulerà con te e ti informerà che tutto procede splendidamente. Non è un elemento di spicco ma senz'altro sarà utilissimo per raggiungere lo scopo per cui sei stato scelto.

### Dirigenza
La Dirigenza benché non ti sia molto d'aiuto e i suoi interventi siano pochissimi, è il membro più importante del tuo staff. Infatti benché tu possa essere il presidente e abbia il potere di fare qualsiasi cosa all'interno della squadra, la dirigenza ha un potere in molti casi maggiore al tuo: infatti è l'unico membro del tuo staff che ha il potere di esonerarti. L'esonero può avvenire in 2 casi: pessime condizioni economiche (se finiscono tutti i soldi che hai a disposizione) o per continue e pessime prestazioni sul campo (come retrocessioni o non raggiungimento di alcuni obiettivi). Oltre a questo la dirigenza svolge un ruolo di supervisore sul tuo operato. Si congratula con te per le vittorie, ti fa gli auguri alla vigilia di partite importanti (finali, big match ecc.) e ti assegna di stagione in stagione gli obiettivi da raggiungere.
Inoltre, se la tua squadra avrà un organico eccessivamente grande, ti inviterà a ridurlo sia per una questione di ordine all'interno dello spogliatoio (che potrebbe diventare ingestibile) sia per un fattore economico (troppe spese). Infine se la tua situazione economica dovesse essere critica, ti inviterà a provvedere al più presto per risanare il bilancio e ti avvertirà per alcune settimane che il tuo incarico nella società è a rischio. Dopodiché verrai esonerato (per ulteriori info vedi la sezione "economia della squadra"). In conclusione bisogna fare molto attenzione a questo importantissimo elemento, ne vale della tua "sopravvivenza" nel club.

### Allenatore giovanili
Dopo aver selezionato un giovane giocatore da un'altra squadra il compito dell'allenatore delle giovanili è quello di farlo crescere fino a segnalarti quando quest'ultimo è pronto per entrare a far parte della rosa della prima squadra. Può allenare un certo numero di giocatori a seconda di quanto è qualificato.